# 芦澤敏久
芦澤 敏久（あしざわ としひさ、1943年3月25日 -  ）は、日本の経営者、銀行家。山梨中央銀行頭取を務めた。

## 来歴・人物
山梨県出身。1966年に中央大学法学部法律学科を卒業し、同年4月に山梨中央銀行に入行した。1999年6月に取締役に就任し、2003年6月に常務、2005年6月に専務を経て、2007年6月には頭取に就任。2011年6月に会長に就任し、2017年6月には相談役に就任。
2021年11月に旭日小綬章を受章。